# Hoelsand
Hoelsand este o localitate din comuna Sunndal, provincia Møre og Romsdal, Norvegia, cu o suprafață de 0,19 km² și o populație de 360 locuitori (2013).